# Hermes (Marktleugast)

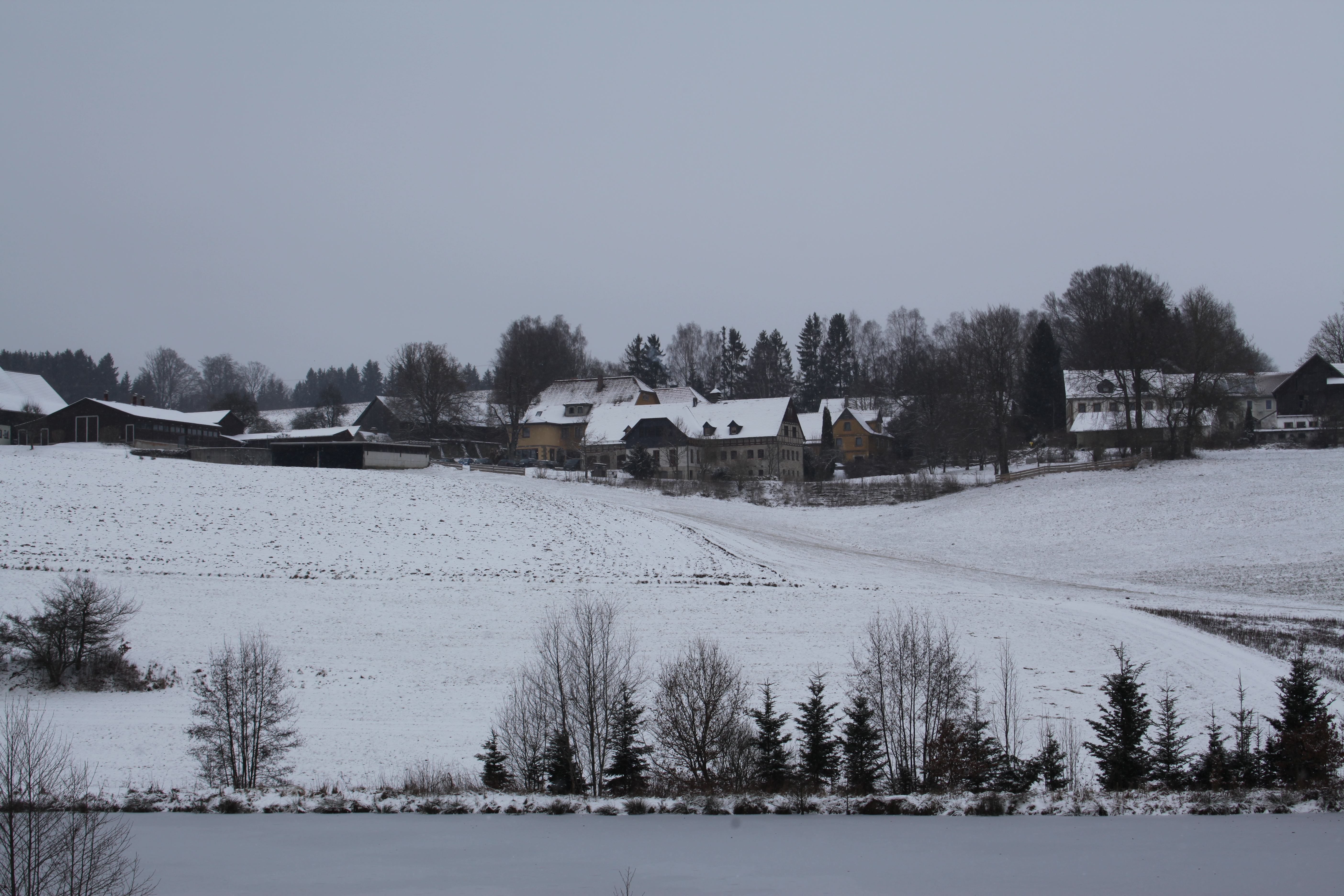
Hermes (auf der Anhöhe) im Dezember 2021

Hermes ist ein Gemeindeteil des Marktes Marktleugast im Landkreis Kulmbach (Oberfranken, Bayern). Hermes liegt in der Gemarkung Marienweiher.

## Geografie
Der Weiler liegt am Fuße der Hermeshöhe (552 m ü. NHN) im Norden am Schallerbach, einem rechten Zufluss des Kleinen Koserbachs. Ein Anliegerweg führt 1,6 km nördlich zur Bundesstraße 289 bei Mannsflur. Nordwestlich des Ortes gibt es zwei Rotbuchen, die beide als Naturdenkmäler ausgezeichnet sind.

## Geschichte
1405 wurde ein zerstörter Sitz namens „Zum Hermans“ erwähnt.
Gegen Ende des 18. Jahrhunderts bestand Hermes aus 7 Anwesen. Das Hochgericht übte das bambergische Centamt Marktschorgast aus. Die Dorf- und Gemeindeherrschaft hatte das Amt Marktschorgast. Grundherren waren das Kastenamt Stadtsteinach (1 Haus) und das Spital Kupferberg (2 Höfe, 4 Halbhöfe).
Mit dem Gemeindeedikt wurde Hermes dem 1812 gebildeten Steuerdistrikt Marienweiher und der im selben Jahr gebildeten Gemeinde Marienweiher zugewiesen. Im Zuge der Gebietsreform in Bayern wurde Hermes am 1. Januar 1977 in die Gemeinde Marktleugast eingegliedert.

### Einwohnerentwicklung
| Jahr      | 001800 | 001818 | 001819 | 001861 | 001871 | 001885 | 001900 | 001925 | 001950 | 001961 | 001970 | 001987 |
| Einwohner | 39     |        | 110 *  | 89 +   | 71     | 71     | 57     | 82     | 82     | 64     | 53     | 31     |
| Häuser    | 8      | 10     |        |        |        | 9      | 10     | 9      | 8      | 8      |        | 7      |
| Quelle    | [ 9 ]  | [ 7 ]  | [ 10 ] | [ 11 ] | [ 12 ] | [ 13 ] | [ 14 ] | [ 15 ] | [ 16 ] | [ 17 ] | [ 18 ] | [ 1 ]  |

## Religion
Hermes ist katholisch geprägt und nach Mariä Heimsuchung in Marienweiher gepfarrt.